# Étinehem
Étinehem – miejscowość i dawna gmina we Francji, w regionie Hauts-de-France, w departamencie Somma. W 2013 roku populacja gminy wynosiła 383 mieszkańców. 
W dniu 1 stycznia 2017 roku z połączenia dwóch ówczesnych gmin – Étinehem oraz Méricourt-sur-Somme – utworzono nową gminę Étinehem-Méricourt. Siedzibą gminy została miejscowość Étinehem. 